# Þóroddur Eyvindsson
Þóroddur spaki Eyvindsson (Thorodur, 940-1003) fue un vikingo y bóndi de Stórinúpur, Árnessýsla en Islandia. Era hijo de Eyvindur Þorgrímsson. Aparece como personaje de la saga de Grettir, y saga de Reykdæla ok Víga-Skútu. Se casó con Rannveig Gnúpsdóttir (n. 932) y de esa unión nacieron tres hijos: 
- Helga (n. 937) que casaría con Þorgils Þórðarson;
- Skapti Þóroddsson que sería lögsögumaður de la Mancomunidad Islandesa;
- Þórdís (n. 967) que casaría con Gizur el Blanco.